# کمال‌الدین سلیمانا
کمال الدین سلیمانا (انگلیسی: Kamaldeen Sulemana؛ زادهٔ ۱۵ فوریهٔ ۲۰۰۲) بازیکن فوتبال اهل غنا است که برای باشگاه ساوت‌همپتون بازی می‌کند.

وی همچنین در تیم ملی فوتبال غنا بازی کرده‌است.

## دوران ملی
کمال‌الدین اولین دعوت خود را برای بازی در تیم ملی فوتبال غنا در ۲۵ سپتامبر ۲۰۲۰ قبل از بازی با تیم ملی فوتبال مالی دریافت کرد. او اولین بازی خود را با غنا در باخت دوستانه ۳–۰ مقابل مالی در ۹ اکتبر ۲۰۲۰ انجام داد. کمال‌الدین سه روز بعد در بازی دوستانه مقابل تیم ملی فوتبال قطر نیز مورد استفاده قرار گرفت و در ۳۰ دقیقه آخر به عنوان یار تعویضی به میدان رفت.